# Heteroleuca rubescens
Heteroleuca rubescens là một loài bướm đêm trong họ Geometridae.